# Неупоредиви дијамант
Неупоредиви дијамант (енгл. The Incomparable Diamond) је највећи, 407.88 каратни, златно-жути дијамант. Са првобитном масом од 890 карата био је један од највећих дијаманата икада пронађених. Сечом дијаманата добијено је четрнаест драгуља чија маса износи од невероватних 407.88 до тричавих 1.33 карата

## Проналазак
Неупоредиви дијамант пронађен је у Народној републици Конго 1980. године. Пронашла га је девојчица током игре у шљунку свога ујака. Касније је утврђено да је ситно камење допремљено са оближњег рудника дијаманата. Дијамант је убрзо продат афричком трговцу дијамантима који га је касније препродао либанском купцу. Касније доспео је у руке Senior De Beers Buyer организације.

## Пут до Смитсонијана
Филип Опенхајмер, директор Central Selling organizacije i De Beers- ов директр продаје дијамант Доналду Залу, водећем човеку Zail korporacije. После неколико обрада дијамант је коначно пресечен новембра 1984. од тада, дијамант се налази у Смитсонијан институту у Вашингтону ДЦ.

## Обрада
За сечу био је задужен Лео Винс. Сеча дијаманта била је веома тешка и компликована због његове велике густине и изузетно неправилног облика. Било је потребно скоро четири године мукотрпног рада док се није добио данашњи препознатљив облик. Такође сви су били у дилеми: да ли камен треба да се сече тако да има леп облик, а мању масу, или да остане лошијег пресека и буде вреднији од Колинових 530.20 карата. Самуел који је надгледао радове саветовао је да дијамант треба да има масу 531 карат. Током друге године рада и многобројних несугласица сватили су да не могу тежити савршенству. Одлучено је да се камен пресече тако да се добије четрнаест делова од којих је највећи имао масу 407.88 карата. Остали дијаманти тежили су 15.66, 6.01, 5.28, 4.33, 3.45, 3.32, 3.31,2.74, 1.99, 1.74, 1.63, 1.52, и 1.33 карата. Коначно је 1988, сеча дијаманта била завршена.

## Продаја
Пред саму аукцију, дијамант је био изложен у Лондону и тада је први пут приказан широј светској јавности. На другој аукцији, 19. октобра 1988, дијамант је продат за 12.000.000,00$ Теодору Хоровиц. Тада је драгуљ добио име Неупоредиви дијамант. То је био највећи дијаманат икада понуђен на јавној аукцији. Новембра 2002, дијаманте се нашао на интернет аукцији. Власник је понудио дијамант по почетној цени од 12.000.000,00$. Званично, дијамант није нико није купио за време трајања лицитације

## Занимљивости
- Камен је проначен у шљунку испред куће у којој се девојчица играла.
- Дијамант је пресечен на 75 годишњицу Дијамантску годишњицу Заил корпорације.
- Боја дијаманта варирала је од златне до мрко тамне нијансе жуте боје; у зависности од дубине и места пресека.
- Приликом проучавања камена пре почетка обраде ни стручњаци са Смитцоновог института нису уочили разли у боји.
- Сматрало се да почетна цена дијаманта на аукцији бити 20.000.000,00$, али је продат за знатно нижу цену.
- Други назив дијаманта од стране разочараних сарадника на његовом сечебју био је „Never forget it - 531 carats“ – Незаборављених 531 карата. Сматрало се да је због те недостижне масе, дијаманат продата за „тричавих“ 12.000.000,00$.
- Јавна лицитација на којој се на интернету 2002 Неупоредиви појавио није никада укњижена и до данас није пронађен ни један званичан документ који говори о лицитацији и самој аукцији.
- На интернет аукцији нико није понудио 15.000.000,00$, колико је износила почетна цена дијаманта.